# Tsuruoka Masao
Tsuruoka Masao (japanisch 鶴岡 政男; geb. 16. Februar 1907 in Takasaki; gest. 27. September 1979) war ein japanischer Maler der Yōga-Richtung während der Shōwa-Zeit.

## Leben und Werk
Tsuruoka Masao wurde in Takasaki geboren, ging 1914 nach Tōkyō und machte dort seinen Schulabschluss. Er besuchte von 1922 bis 1929 die Kunstschule Taiheiyō gakai kenkyūjo (太平洋画会研究所) und beteiligte sich 1930 an der Bildung der Künstlervereinigung NOVA (NOVA美術協会 NOVA bijutsu kyōkai). Eine Zeitlang schloss er sich der linken Bewegung an. Während die meisten Künstler kein Problem mit dem „China-Vorfall“ und dessen Folgen hatten, gründete er mit Gleichgesinnten 1943 die „Vereinigung junger Künstler“ (新人画会 Shinjin-gakai). Während des Pazifikkriegs verlor er durch Luftangriffe seine gesamten Werke.
Nach 1945 stellte Tsuruoka hauptsächlich aus auf den Ausstellungen der Vereinigung freier Künstler (自由美術家協会 Jiyū bijitsuka kyōkai), die er mit Ai Mitsu, Asō Saburō, Matsumoto Shunsuke und anderen gegründet hatte. 1954 erhielt er einen Preis auf der 1. „Ausstellung Japanischer Kunst der Gegenwart“ (現代日本美術展 Gendai Nihon bijutsuten) und dann 1963 den Großen Preis auf der 7. Internationalen Mainichi-Kunstausstellung (毎日国際美術展 Mainichi kokusai bijutsuten).
Mit Werken wie „Gestalten in der Nacht“ (夜の群像 Yoru no gunzō; 1950), „Schwere Hände“ (重い手 Omoi te; 1949), sein bekanntestes Bild: eine Figur, die fast nur aus Händen und Füßen besteht, „Bettler“ (物乞う人 Monogoi hito), eine Figur, die riesige Hände vor ihr kubistisches Gesicht hält, „Verdampfung des Menschen“ (人間気化 Ningen kika) zeigt er die grotesken Seiten der menschlichen Existenz. Später nahm die Bildgestaltung abstrakte Züge an: „Objekt“ (物体 Buttai), „Festlichkeiten bei Nacht“ (夜の祭典 Yoru no saiten), „Blauer Vorhang“ (青いカーテン Aoi kāten) behalten aber eine ironisch beziehungsweise humoristische Note. 1977 erkrankte er, kämpfte noch zwei Jahre. Er erlebte im August 1979 noch die Eröffnung einer Ausstellung im Museum für moderne Kunst der Präfektur Gumma (群馬県立近代美術館), starb dann im September.